# Leninski prospekt (métro de Moscou)
Pour les articles homonymes, voir Leninski prospekt.
Leninski prospekt (en russe : Ле́нинский проспе́кт et en anglais : Leninsky Prospekt) est une station de la ligne Kaloujsko-Rijskaïa (ligne 6 orange) du métro de Moscou, située sur le territoire du raïon Donskoï dans le district administratif sud de Moscou.

## Situation sur le réseau
Établie en souterrain, à 16 mètres sous le niveau du sol, la station Leninski prospekt est située au point 73+34 de la ligne Kaloujsko-Rijskaïa (ligne 6 orange), entre les stations Chabolovskaïa (en direction de Medvedkovo), et Akademitcheskaïa (en direction de Novoïassenevskaïa).

## Histoire
La voûte est soutenue par un alignement de colonnes, recouvertes de marbre blanc avec une bande grise à la base, et les murs extérieurs sont couverts de tuiles.

## Services aux voyageurs

### Accès et accueil
La station possède plusieurs entrées. Deux accès sont situés de part et d'autre de l'avenue Leninski prospekt (Perspective Lénine) et deux autres débouchent sur la place Gagarine (Plochtchad Gagarina).

## Projets
Une caractéristique de la station est la présence, au milieu du quai, d'un escalier ne menant nulle part. À l'origine, cet escalier était prévu pour permettre une correspondance avec la station du chemin de fer circulaire de Moscou Plochtchad Gagarina. Cet accès devrait être opérationnel dans un futur proche.